# Alexia (album)
Alexia – piąty album studyjny włoskiej piosenkarki Alexii. Płyta została wydana 8 marca 2002 roku i zawiera czternaście utworów.

## Lista utworów
| Nr  | Tytuł                   | Długość |
| --- | ----------------------- | ------- |
| 1.  | Don't You Know          | 3:31    |
| 2.  | Power Of Love           | 3:08    |
| 3.  | Jerry                   | 3:24    |
| 4.  | This Is My Life         | 4:37    |
| 5.  | Don't Leave Me This Way | 3:35    |
| 6.  | Whenever You Want Me    | 4:11    |
| 7.  | Hasta La Vista Baby     | 3:45    |
| 8.  | The Real Thing          | 3:33    |
| 9.  | Blues                   | 4:22    |
| 10. | It's Not The End        | 4:36    |
| 11. | Sometimes               | 3:45    |
| 12. | Senza Dite              | 4:33    |
| 13. | Se Un Giorno            | 4:13    |
| 14. | Dimmi Come...           | 3:33    |